# Vasal (eksperimentalfilm)
|  | Denne artikel er oprettet af botten Steenthbot ud fra en ekstern database. Den kan derfor have sproglige fejl eller mangler. Denne skabelon kan fjernes efter kontrol af indholdet. |

Vasal er en dansk eksperimentalfilm fra 1975 instrueret af Hans Løkke og efter manuskript af Hans Løkke og Bent Holm.

## Handling
Filmen er en teateragtig, dramatisk beretning om et lille lands indlemmelse i en stor statssammenslutning. En middelalderfabel om magtens foragt for folket og om dens metoder til at gennemtvinge sine hensigter.